# Xiphocentron borinquense
Xiphocentron borinquense är en nattsländeart som beskrevs av Oliver S. Flint Jr. 1964. Xiphocentron borinquense ingår i släktet Xiphocentron och familjen Xiphocentronidae. Inga underarter finns listade i Catalogue of Life.